# 施薬院
1. 施薬院（やくいん / せやくいん）は、奈良時代に設置された令外官である庶民救済施設・薬園。この項目で説明。
2. 施薬院（やくいん / せやくいん）は、聖徳太子が仏教の慈悲の思想に基づき、その地に薬草を栽培し、怪我や病気で苦しむ人を救うために四天王寺内に作ったと言われる施設。推古天皇元年（593年）、聖徳太子が大阪に日本最古の官寺・四天王寺を建立の際、四箇院の一つとして建てられたのが日本での最初とする伝承があり（四箇院とは施薬院に悲田院・敬田院・療病院を合せたものである）、社会福祉のはしりとして紹介される場合がある（収容型施設のはしりであることには間違いない。）。現在[いつ?]は大阪市天王寺区にある勝鬘院愛染堂が施薬院跡として、四天王寺病院（設置主体 四天王寺福祉事業団）が施薬療病院として継承されている。

施薬院（やくいん / せやくいん）は、奈良時代に設置された令外官である庶民救済施設・薬園。「施」の字はなぜか読まれないことが多く、中世以降は主に「やくいん」と呼ばれた。
天平2年（730年）、光明皇后の発願により、悲田院とともに創設され、病人や孤児の保護・治療・施薬を行った。諸国から献上させた薬草を無料で貧民に施した。東大寺正倉院所蔵の人参や桂心などの薬草も供されている。また、光明皇后自ら病人の看護を行ったとの伝説も残る。
光明皇后崩御の後は知院事2名が置かれ、平安京へ遷都後も、施薬院は五条室町近くに移されて続行し、山城国乙訓郡に施薬院用の薬園が設けられた（『日本後紀』弘仁2年2月5日（811年3月3日）条）。天長2年（825年）には、別当、院使、判官、主典、医師の各1名を置く職制が定められ、延喜式でも継続された。『類聚三代格』所収の寛平8年閏正月17日（896年3月5日）付太政官符によれば、施薬院と東西悲田が病人と孤児を収容し、前者は預と雑使が治療にあたり、後者は預・雑使に加えて乳母・養母が養っていたこと、院司が預以下を指揮監督していたことが記されている。その一方で平安時代に入ると藤原氏が設立者である光明皇后の実家であることを理由として施薬院の運営に介入を行うようになる。藤原冬嗣が施薬院に食封1,000戸を寄進したものの、その使い道を藤原氏の困窮者の救済に限定させたことが『続日本後紀』承和3年5月甲子（26日）（836年6月13日）条に記されている。こうした経緯から別当のうち1人は藤氏長者の推薦によって藤原氏から補任される慣例が平安時代を通じて行われた（残り1名は大外記から補任されていた。）。院使は実務にも関与したことから医学知識のある者が任命され、官司請負制が確立される11世紀頃から丹波氏が世襲するようになる。
しかし、中世に入ると施薬院は衰微し、次第に形骸化していった。院司は長く丹波氏の世襲であったが、鎌倉時代からは和気氏もこれに加わり、両家の間で争いが起きる。しかし、実務自体はほとんど無くなっており、形式的な職位に過ぎなかった。戦国時代に、丹波氏の後裔である全宗が、豊臣秀吉に側近として仕え、正親町天皇より勅命で施薬院使に任ぜられ、形骸化していた施薬院を復興する。同時に「施薬院」を姓とするようになった。以後江戸時代は、この施薬院氏が院使を世襲した。